# فوسفوريت

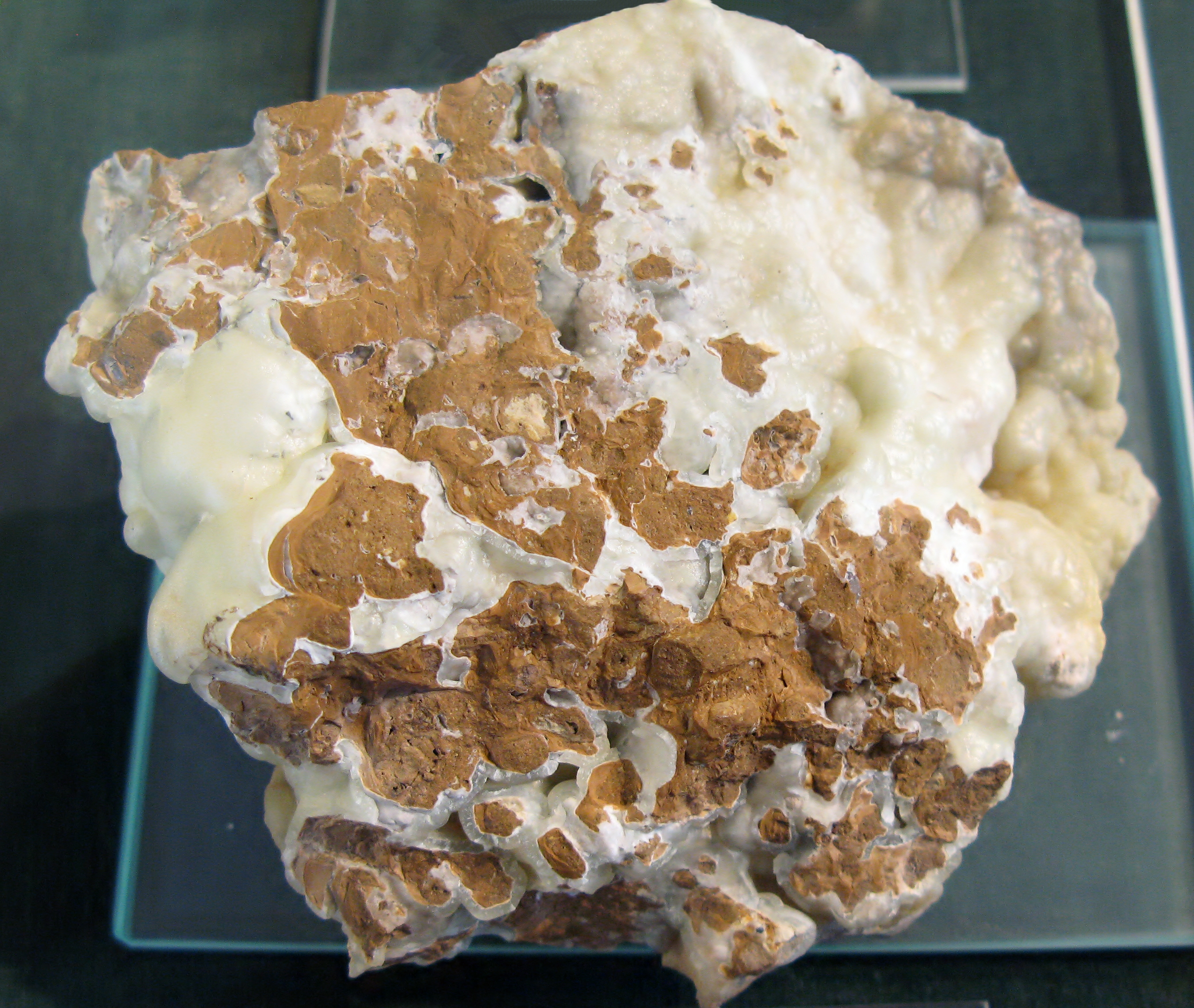
عينة من صخر الفوسفوريت.

صخر الفوسفوريت (والذي يسمى أيضاً صخر الفوسفات) هو نوع من أنواع الصخور الرسوبية غير المتفتتة تحتوي على كميات مرتفعة من معادن الفوسفات. يختلف محتوى الفوسفات في عينات صخور الفوسفوريت (أو درجة صخر الفوسفات) اختلافاً كبيراً، يتراوح من 4٪، إلى 20٪ على هيئة خماسي أكسيد الفوسفور (P2O5)؛ ولكن يمكن إثراء صخر الفوسفات المسوق بنسبة لا تقل حوالي 30٪ من P2O5، وذلك أثناء عمليات المعالجة. يعد هذا النوع من الصخور أغنى أنواع الصخور الرسوبية بالفوسفور، إذ أن متوسط محتوى الفوسفور من الصخور الرسوبية الأخرى أقل من 0.2٪.
يوجد الفوسفات في هذه الصخور على شكل فلورأباتيت Ca5(PO4)3F وكذلك على شكل هيدروكسيل أباتيت Ca5(PO4)3OH. يعود منشأ الفوسفوريت من بقايا عظام وأسنان الفقاريات، كما يمكن أن تنشأ من العروق الحرارية المائية. يعد الحجر الجيري والصخر الطيني من الصخور الحاملة عادة للصخور الفوسفاتية.
تنتشر توضعات وترسبات الفوسفوريت في القشرة الأرضية في مناطق عدة من العالم.